# Faceshopping
"Faceshopping" é uma canção da artista e produtora musical escocesa Sophie. Foi lançada em 16 de fevereiro de 2018 como o terceiro single de seu álbum de estúdio de estreia, Oil of Every Pearl's Un-Insides (2018).

## Antecedentes e lançamento
Assim como "Ponyboy, "Faceshopping" já havia sido tocada por Sophie várias vezes antes de seu lançamento. Apresentada pela primeira vez como um instrumental conceitual curto em 2016, a música foi tocada pela primeira vez no evento de estreia de Sophie, Open Beta em outubro de 2017, e foi tocada em vários shows ao vivo depois disso. "Faceshopping" foi lançada como single em 16 de fevereiro de 2018, com o videoclipe sendo lançado no dia 4 de abril do mesmo ano.

## Música
Em entrevista a Vogue, Sophie falou sobre a música: "É sobre a ideia enfatizada de que se você está mostrando mais rosto, de alguma forma você está sendo mais real, mas é claro, há um outro lado disso, onde você tem identidades falsas ou diferentes projeções de si mesmo que você pode cultivar através de sua imagem. As contradições inerentes a isso, e, claro, a ideia de cirurgia plástica e próteses, é onde esse ponto do que é real e do que não é genuíno cai, e acho que há muita confusão no momento em torno disso, particularmente na cultura musical." Em uma entrevista a Garage Magazine, Sophie disse que "a canção evoluiu de várias coisas que eu estava pensando sobre como as imagens são usadas no clima atual, tanto para o bem quanto para o mal, e se cruzam com os ideais de gênero e beleza." Ela continua, "Eu estava pensando em carne, bolas de carne grudentas, e isso também está relacionado à cirurgia plástica e implantes de silicone…. Eu queria criar esses sentimentos de carne como algo impessoal, um material para ser tocado como qualquer outra coisa. E cabe a você onde sua alma ou ser espiritual se cruza com essa carne." Em uma entrevista para o Jezebel, Sophie afirmou que a música é uma referência direta a como ela foi criticada no início de sua carreira por não mostrar seu rosto. "Você não está mostrando seu rosto, portanto, está tentando esconder algo."

## Recepção crítica
Randall Colburn, da Consequence of Sound, escreveu que a canção "começa com batidas quase imperceptíveis e o refrão ousado de Sophie, que então dá lugar a um spray de ruído pop que serve como uma contrapartida impressionante para os sintetizadores abrasivos que anunciam os floreios pop brincalhões da cantora. Mais ou menos na metade, o chão desce, revelando algo cristalino e operístico. É bastante a jornada." Vrinda Jagota, da Paper Magazine, disse que "os instrumentais são ásperos e mecânicos como Sophie enuncia: "Meu rosto é a vitrine da loja/ Meu rosto é a verdadeira vitrine". E o vídeo mostra a exploração da música sobre autenticidade e autonomia pessoal em um mundo que permite e encoraja a modificação corporal." Ela termina, "Sophie é conhecida por seu pop ousado e de transgressão de gênero, e "Faceshopping" não decepciona. Ela continua empurrando a conversa sobre quais sons constituem a música popular, quais formas e modificações determinam um corpo autêntico e como todos esses fatores são mercantilizados nas indústrias da moda e da música."

## Vídeo musical
O vídeo musical de "Faceshopping" foi lançado no dia 4 de abril de 2018 e foi co-dirigido por Sophie e Aaron Chan. O vídeo mostra uma renderização em 3D do rosto de Sophie sendo modificada e distorcida de várias maneiras, cortado entre imagens piscantes e a letra da música.

## Faixas e formatos
Download digital e streaming
1. "Faceshopping" – 4:09

## Créditos e pessoal
- Sophie – produção, composição
- Cecile Believe – vocais, composição

## Histórico de lançamento
| Região | Data                    | Formato(s)                 | Gravadora                            | Ref.  |
| ------ | ----------------------- | -------------------------- | ------------------------------------ | ----- |
| Várias | 16 de fevereiro de 2018 | Download digital streaming | MSMSMSM Future Classic Transgressive | [ 3 ] |